# Линкор проекта инженера Гаврилова
Линкор инженера Гаврилова — проект сверхдредноута, подготовленный инженером-кораблестроителем И. А. Гавриловым в 1914 году. Является наибольшим по размерам и водоизмещению проектом линкора в дореволюционной России, а также одним из наиболее мощных проектов линейных кораблей времен Первой Мировой войны.

## История создания
Кроме Путиловской верфи и Главного Управления Кораблестроения (ГУК), проектом сверхлинкора занималась также ревельская верфь Русско-Балтийского завода. Проект был разработан под руководством технического директора Ивана Александровича Гаврилова. Работы начались в июне 1914 года, и основывались на предварительном задании конца 1913 года, которому предполагалось следовать наиболее полно, поскольку подробное задание Морского Генерального Штаба (МГШ) было засекречено.

## Описание конструкции
Общая концепция корабля представляла собой тип «предельного линкора», то есть сверхдредноута, имевшего характеристики на грани достижимого.
Корабль имел очень крупные для своего времени размеры: 265х34,4х9,15 метров, причем примерно такие же размерения имели линкоры типа «Ямато».
Для проекта были избраны исключительно мощные параметры вооружения: шестнадцать 406-мм орудий главного калибра длиной 45 калибров в четырёх башнях — предположительно, орудия Обуховского завода — и двадцать четыре 152-мм орудия противоминного калибра в казематах (по двенадцать на борт) — предположительно, системы Канэ или более современные на тот момент русские орудия 6"/52 проекта завода "Наваль" (как и в более позднем проекте В.П. Костенко). Такое вооружение соответствовало концепции русских кораблестроителей: максимально возможное артиллерийское насыщение и высокая скорость корабля в ущерб бронированию (другие проекты такого же размера имели более мощное бронирование при меньшей скорости хода, впрочем, у проекта Гаврилова бронирование (см. ниже) трудно назвать слабым). Общий вес бортового залпа этого линкора при массе снаряда 1116—1117 кг составлял от 17 856 кг до 17 872 кг. Вес бортового залпа ближайших конкурентов составлял: у «Куин Элизабет» 6968 кг, у «Байерна» 6000 кг, у «Нагато» — 8000 кг, и только у кораблей Второй мировой показатели были ближе: у «Ямато» — 13 140 кг, у «Монтаны» — 15 000 кг.
Двигательная установка — четырёхвальная, предполагалось использование турбин с «трансформаторами Феттингера». Турбины устанавливались в четырёх независимых отсеках. Планировалось использование двух типов котлов — смешанного угольно-нефтяного отопления и чисто нефтяных. Максимальная скорость составляла 30 узлов, экономическая — 14 узлов.
Бронирование, относительно других проектов (в том числе и зарубежных), было относительно слабым. Однако именно в бронировании заключалось основное нововведение. Корабль имел очень тонкие борта — всего 50 мм, но при этом внутренний броневой пояс, составлявший цитадель, и идущий от нижней до средней палубы, имел толщину 300 мм. Планировалось, что на внешнем броневом слое со снарядов будут срываться бронебойные наконечники, а уже основной пояс будет непосредственно останавливать сами снаряды, то есть такая система защиты гораздо эффективнее, чем эквивалентный по толщине, но сплошной 350-мм пояс. Ближе к днищу, от нижнего края основного броневого пояса, шел броневой скос толщиной 250 мм, утончавшийся у борта до 150 мм. Общая толщина трех броневых палуб составляла 108 мм: верхняя палуба 37 мм, средняя внутри цитадели 63 мм, за её пределами — 19 мм, а нижняя (только внутри цитадели) — 8 мм. Выше и ниже основного броневого пояса шли 25-мм переборки, нижняя при этом выполняла функцию противоторпедной. Башни были полностью однотипные с теми, что имелись у проекта линкора инженера Бубнова: лоб, бока и тыл башен по 400 мм, передняя наклоненная часть крыши 200 мм, задняя горизонтальная 250 мм, барбеты выше верхней палубы 375 мм, ниже — 250 мм.
Концепция бронезащиты линкора инженера Гаврилова была довольно необычной для 1914 года, впрочем, аналогичная схема бронирования применялась на линкорах позднее, в том числе за рубежом.

## Оценка проекта
Имея чрезвычайно мощную артиллерию главного калибра, большую скорость хода и огромные размеры, корабль также имел и довольно мощную для Первой Мировой войны бронезащиту (проекты других кораблей, таких, как германский более поздний L-20, имели примерно сопоставимую бронезащиту, в чём-то даже более слабую), особенно это касалось поясной брони. Однако для торпедных атак (в первую очередь, подводных лодок) корабль из-за своих размеров и не проработанной противоторпедной защиты был бы довольно уязвим. В проекте был заложен большой потенциал для дальнейшей модернизации — прежде всего, конечно, из-за своих огромных размеров. В проекте вызывают вопросы скорость корабля, поскольку для достижения 30 узлов потребовались бы очень мощные машины (впрочем, даже если бы корабль был построен и имел 25-узловой ход, он все равно оставался впереди многих других линкоров того периода по скорости), а также явно заниженное для таких размеров водоизмещение — 45 000 тонн, при размерах с 73 000-тонный Ямато. Судя по всему, ошибка в водоизмещении сводится к заниженной осадке в 9,15 метров, которого достигнуть при таких размерах довольно проблематично. Реальное водоизмещение составляло бы не менее 75 000 тонн. В случае постройки (впрочем, таких планов не было — в отличие от возможной закладки проектов Бубнова и Костенко; промышленность вряд ли была в состоянии до 1920-х годов обеспечить постройку таких огромных кораблей) Россия получала бы в своё распоряжения мощнейший корабль в мире — если не принимать во внимание аналогичный проект американского инженера Тиллмана.

## Иллюстрации
Сечение по миделю — план бронирования линкора Гаврилова